# Алибегов, Алибег Сайгидгусейнович
Алибег Сайгидгусейнович Алибегов (12 января 2001, Цада, Хунзахский район, Дагестан, Россия) — российский и бахрейнский борец вольного стиля.

## Карьера
В июне 2016 года одержал победу на первенстве Дагестана среди юниоров 2001—2002 годов рождения в весовой категории до 54 кг. После чего сменил гражданство на бахрейнское. В декабре 2018 года в Грозном стал бронзовым призёром на турнире памяти Адлана Вараева. В ноябре 2019 года на арабских играх завоевал золотую медаль. В феврале 2020 года неудачно выступил на чемпионате Азии, уступив в квалификации корейскому борцу Джи Хун Суну 0:4. В ноябре 2022 года в Египте он одержал победу на арабском чемпионате.

## Результаты
- Чемпионат мира по борьбе среди кадетов 2018 — 18
- Чемпионат Азии по борьбе среди юниоров 2019 — 13
- Чемпионат Азии по борьбе 2020 — 12
- Чемпионат Азии по борьбе 2021 — 9
- Чемпионат мира по борьбе 2021 среди юниоров (Уфа, 2021) —
- Чемпионат мира по борьбе 2021 — 10
- Чемпионат Азии по борьбе 2022 — 5
- Чемпионат Азии по борьбе U23 2022 —
- Чемпионат мира по борьбе (Белград, 2023) — 24